# Våbenrulle
En våbenrulle (våbenbog) (engelsk og fransk: Armorial) er en fortegnelse over våbner, f.eks. alle våbner i en herolds embedsområde.

## Våbenruller
- Armorial Gelre
- Skandinavisk våbenrulle

| Heraldik | Spire Denne artikel om heraldik er en spire som bør udbygges. Du er velkommen til at hjælpe Wikipedia ved at udvide den. |